# Bachheim
Bachheim ist eine Ortschaft im Landkreis Breisgau-Hochschwarzwald im südwestlichen Baden-Württemberg. Sie ist einer der sechs Ortsteile der Stadt Löffingen.

## Bevölkerungszahl
Einwohnerzahl des Ortsteiles Bachheim und Burg Neuenburg.

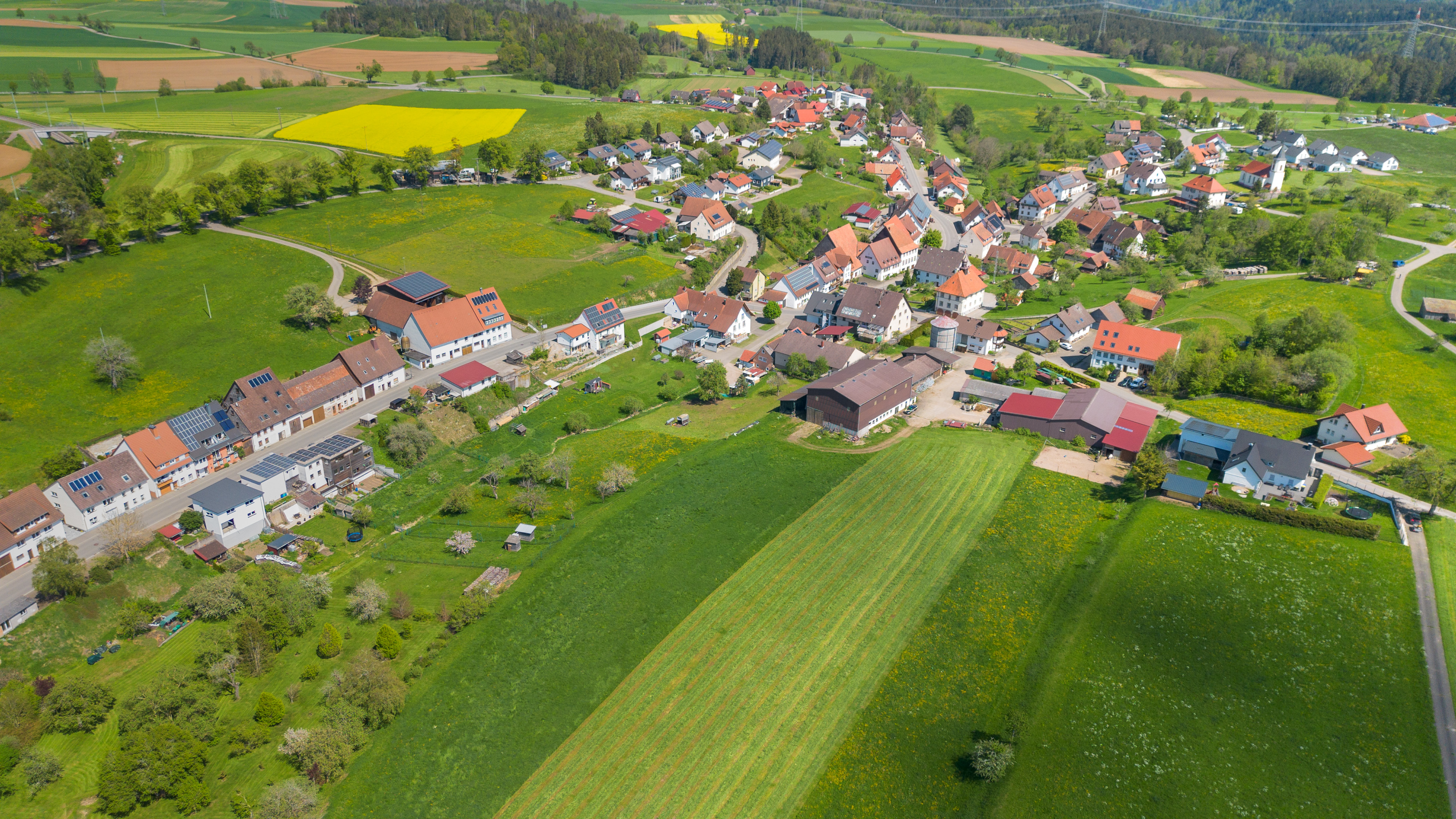
Blick über Bachheim (2024)

| Jahr | Einwohner |
| ---- | --------- |
| 1684 | 269       |
| 1778 | 310       |
| 1846 | 305       |
| 1961 | 385       |
| 1970 | 364       |
| 1986 | 372       |
| 2009 | 421       |
| 2013 | 375       |
| 2016 | 364       |
| 2023 | 377       |

## Naturraum
Geographisch gehört Bachheim zur Hochebene der Baar, die sich südöstlich an den badischen Schwarzwald anschließt. Bachheim liegt im Tränkebachtal und ist vom Naturschutzgebiet der Wutach-, Gauchach- und Engeschlucht umgeben. Diese Schluchten sind die Hauptattraktion der Ortschaft und durch ihre außergewöhnliche Vielfalt an Tier- und Pflanzenarten und ihre geologischen Besonderheiten weit über die Region hinaus bekannt geworden. Das ganze Naturschutzgebiet ist ein beliebtes Ziel für Wanderer.

## Geschichte

### Frühgeschichte
Die erste Spur menschlichen Daseins in der Gemarkung Bachheim, die gefunden wurde, ist ein Steinbeil, das der Jungsteinzeit einzuordnen ist. Dies reicht aber nicht aus, um eine Siedlung nachzuweisen.
In den Jahren 1924 und 1938 entdeckten Gemeindearbeiter alemannische Plattengräber. Es handelt sich dabei um einen Begräbnisplatz der Kelten, der von den Alemannen weiterverwendet wurde. Ähnliche Gräber, die südlich von Villingen gefunden wurden, ließen sich auf 570 v. Chr. datieren. Es wurde noch ein weiterer Begräbnisplatz, räumlich sehr nah zum anderen, gefunden. Es lässt sich mit ziemlicher Sicherheit sagen, dass es in oder bei Bachheim eine keltische Siedlung gab.
Im Jahr 70 n. Chr. eroberten die Römer neues Gebiet und so verschob sich die Reichsgrenze bis in den Raum Stuttgart. Von der römischen Herrschaft gibt es in Bachheim aber keine Funde, während im nahe gelegenen Hüfingen eine römische Badeanlage erhalten geblieben ist.
Im 3. Jahrhundert n. Chr. eroberten die Alemannen große Teile des heutigen Südwestdeutschland. Nach der Niederlage 496 n. Chr. gegen den Frankenkönig Chlodwig wurde Alemannien lose in dessen Reich eingegliedert und fränkische Verwalter (Centenare) eingesetzt.
Chlodwig holte irische Missionare ins Land und ließ Klöster in Alemannien bauen. In Bachheim wurden unter der heutigen Kirche verkohlte Reste einer Holzkirche mit sehr hohem Alter gefunden, deren Namenspatron St. Peter war. Dass Bachheim fränkisches Königsgut gewesen ist, lässt sich mit an Sicherheit grenzender Wahrscheinlichkeit sagen. Darauf weisen die fränkischen Kriegergräber, die in Tannenschachen (am südwestlichen Ortsausgang) gefunden wurden, die Holzkirche in Bachheim, die Endung des Ortsnamens auf -heim sowie die Zugehörigkeit zur Großmark Löffingen hin. Trotz einiger Funde sind weiter viele Dinge ungeklärt.

### Mittelalter
Die erste schriftliche Erwähnung Bachheims, damals noch Phachheim, findet man in einer Schenkungsurkunde vom 11. November 838. Ein Arnolf, der erste namentlich genannte Bewohner Bachheims, schenkte der Kirche St. Martin zu Löffingen seinen Grundbesitz. Danach gab es über 335 Jahre keine schriftlichen Zeugnisse der Ortsgeschichte.

### Bauernkriege 1524/25
Aufgrund der erhöhten Frondienste und Abgaben der Bauern an den Adel und den Klerus sowie die Willkür der Territorialherrscher kam es in Thüringen und Süddeutschland zu Bauernunruhen, die in Aufständen gipfelten. Auch Bachheim stellte bewaffnete Bauern. Mit der Niederlage vor der Stadt Radolfzell wurden die Aufständischen gezwungen, dem Adel erneut Treue zu schwören und sind somit wieder unterworfen.

### Hexenwahn
Von 1618 bis 1648 wütete der Dreißigjährige Krieg. Ab 1626 zogen kaiserliche Truppen auch durch den Schwarzwald und tobten dort schrecklich. Dazu kamen mehrere Hungerjahre, Viehseuchen und aufflackernde Pestepidemien.
Schon seit 1230 gab es Hexenverbrennungen und es ist anhand des Beschwerdeartikels 27 der Bachheimer Bauern belegt, dass im Juni 1631 auch dort Hexenverbrennungen auf dem Scheiterhaufen stattgefunden haben.
1726 erfolgte die letzte bekannte Anklage einer Bachheimerin, mit Namen Agathe Bucher, wegen Hexerei. Nach einem Jahr wurde sie jedoch vom Hüfingischem Oberamt freigesprochen.

### Revolution 1848/49
Bei der Revolution 1848/49 beteiligte sich Bachheim auch mit einigen Leuten an der Bildung der Bürgerwehren, die, als die Preußen letztendlich einmarschierten, flohen und später über die Grenze zurückkamen. Die Quartierkosten für die preußischen Soldaten, die Bachheim zu zahlen hatte, beliefen sich auf 1400 Gulden, sodass die Gemeinde 1850 einen Schuldenberg von ca. 3000 Gulden besaß.

### Vom 19. ins 21. Jahrhundert
Die überregionalen Entwicklungen betrafen Bachheim in unterschiedlichem Ausmaß. Wirtschaftlich blieb Bachheim bis in die zweite Hälfte des 20. Jahrhunderts landwirtschaftlich geprägt. Heute arbeiten die meisten Bewohner in Betrieben außerhalb der Ortschaft. Die Gemeinde unterstützte den Eisenbahnbau und ist an das im Jahre 1901 eröffnete Teilstück Neustadt-Donaueschingen der Höllentalbahn angeschlossen. Seit dem 1. Mai 1931 gehört die bis dahin selbstständige Gemeinde Neuenburg zur Gemeinde Bachheim. Bachheim wurde am 1. Januar 1974 in die Stadt Löffingen eingemeindet.

## Kirche

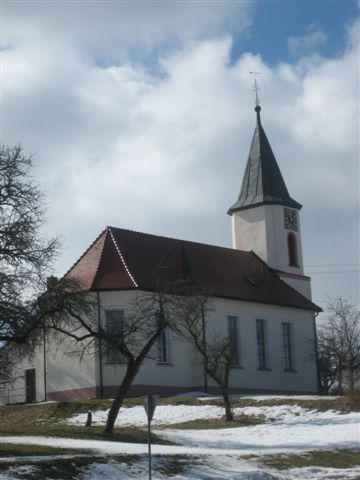
Katholische Kirche St. Peter und Paul

Die erste Kirche wurde zwischen 838 und 1100 gebaut. Die erste schriftliche Erwähnung findet man 1173 in der Bulle des Papstes Kalixt III., in der Bachheims Kirche neben anderen Gotteshäusern als Besitz des Klosters St. Blasien genannt wird.
Da die Kirche immer sehr arm war, wurde sie 1477 mit Löffingens Pfarrei vereint. Es gab viele Versuche der Gemeinde, eine eigene Pfarrei zu errichten und sich von Löffingen loszulösen, was aber erst Anfang des 19. Jahrhunderts gelang. 1816 wurde die erste heilige Messe in Bachheim von ihrem eigenen Seelsorger Kaplan Dürhold gehalten.
Da es Schwierigkeiten bei der Finanzierung eines Priesters gab, wechselte dieser häufig. Wegen des allgemeinen Priestermangels musste St. Peter und Paul 1963 wieder zu einer Filiale erklärt werden, diesmal von Unadingen.
1793 wurde nach vielen Versuchen die Kirche, die „täglich ruinöser und gefährlicher würde“, abgerissen und neu erbaut. Schon nach wenigen Jahrzehnten befanden sich Teile von St. Peter und Paul wieder in schlechtem Zustand, alle Anläufe, wieder einen Neubau auszuführen oder sie zu erweitern, scheiterten aber am Ordinariat oder an den Finanzen. Erst 1922 wurde die Kirche komplett renoviert. Seither gab es mehrere Erneuerungen und Reparaturen:
1. 1938: Einbau einer Kohlenheizung
2. 1940: Errichtung der heutigen Sakristei
3. 1956: Einbau eines neuen Altares und einer Kanzel
4. 1966: Erneuerung des Kirchengestühls
5. 1974: Kohleheizung wurde durch eine Ölheizung ersetzt
1997/98 renovierte man die Kirche St. Peter und Paul erneut, wobei unter anderem ein altes Deckengemälde freigelegt wurde und erneuert wurde.

## Schule

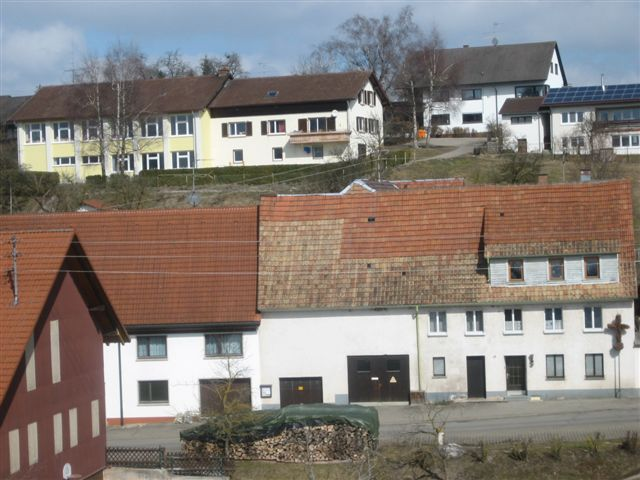
Blick über die Bachheimer Dorfstraße zum Schulhaus (2009)

Als Reaktion auf die Reformation führten die Bischöfe von Konstanz allmählich ein geregeltes Schulwesen ein. In kleineren Dörfern wie Bachheim erteilten zunächst Geistliche den Unterricht. Der erste namentlich bekannte Lehrer von Bachheim war der 1721 gestorbene Ortsvogt Johann Vogt.
Während zu Beginn in der Wohnung des Lehrers unterrichtet wurde, fanden bis ins frühe 19. Jahrhundert die Schulstunden in einer Schulstube im Waschhaus statt. Das erste Schulhaus ist 1831 eingeweiht worden, das auch eine Lehrerwohnung beherbergte. Nach 127 Jahren erbaute die Gemeinde 1957/58 ein neues modernes Schulgebäude, ebenfalls mit Lehrerwohnung. Es wird bis heute als Unterrichtsstätte genutzt. Später, etwa im Jahr 2008 wurde die Schule erneut renoviert (Wände wurden gestrichen, Blumenbeete wurden angepflanzt, neue Geräte auf dem Schulhof). Im Jahr 2013 wurden nochmal neue Geräte angebracht.

## Landwirtschaft
Bis in jüngste Zeit lebte Bachheim fast ausschließlich von der Landwirtschaft. Die Gemarkung hatte eine landwirtschaftliche Nutzfläche von rund 503 Hektar, auf der Feld- und Wiesenbau sowie Vieh-, Obst- und Bienenzucht betrieben wurde. Erst ab etwa 1880 wurden modernere landwirtschaftliche Geräte eingesetzt und 1919 erfolgte der Anschluss an das Elektrizitätsnetz, was eine erhebliche Erleichterung für die Bewohner darstellte.
In der zweiten Hälfte des 20. Jahrhunderts nahm die Anzahl der Landwirte stark ab, vor allem zwischen 1954 und 1986, als in Bachheim viel Kies abgebaut wurde. Während noch 1933 von 63 Häusern 61 landwirtschaftliche Betriebe waren, gab es 1983 nur noch 18 Betriebe. Heute gibt es noch etwa acht landwirtschaftliche Betriebe, davon sind vier Vollerwerbsbetriebe und vier Nebenerwerbsbetriebe.